# Slaget ved Trebia
Slaget ved Trebia (eller Trebbia) var det første store slag under den Anden Puniske Krig, der blev udkæmpet mellem Hannibals karthagiske styrker og en romersk hær under ledelse af Sempronius Longus. Slaget fandt sted den 22. eller 23. december 218 f.Kr. Hver hær havde en styrke på omkring 40.000 mand, hvor karthagerne havde et bedre kavaleri, mens romerne havde et bedre infanteri. Slaget fandt sted på slettelandet ved Trebia-flodens vestlige bred – ikke langt fra bosættelsen Placentia (nuværende Piacenza) – og resulterede i et stort nederlag for romerne.
Den Anden Puniske Krig brød ud mellem Karthago og den Romerske Republik i 218 f.Kr. Den ledende karthagiske general, Hannibal, svarede igen ved at føre en stor hær fra Iberia (det nuværende Spanien og Portugal), gennem Gallien, over Alperne og ind i det Cisalpine Gallien (det nuværende nordlige Italien). Romerne gik herefter til angreb mod den reducerede karthagiske styrke, som havde overlevet denne krydsning af Alperne, hvor den romerske konsul Publius Scipio personligt ledte en hær bestående af kavaleri og lette infanteri mod karthagerne i forbindelse med Slaget ved Ticinus. Romerne blev i denne forbindelse eftertrykkeligt slået, og Scipio blev såret. Romerne trak sig efterfølgende tilbage til nær Placentia, befæstede deres lejr og afventede forstærkninger. Den romerske hær på Sicilien under ledelse af Sempronius blev omgrupperet til nord og sluttede sig til Scipios styrke. Efter en dag med intense træfninger, hvor romerne fik overtaget, var Sempronius ivrig efter et slag.
Hannibal brugte sit numidiske kavaleri til at lokke romerne ud af deres lejr og ind på et terræn, som Hannibal selv nøje havde valgt. Friske karthagiske kavalerister jagtede efterfølgende det numerisk underlegne romerske kavaleri på flugt, og det karthagiske lette infanteri udmanøvrerde det romerske infanteri. Samtid angreb en skjult karthagisk styrke det romerske infanteri bagfra. De fleste romerske enheder kollapsede herefter, og de fleste romere blev dræbt eller fanget af karthagerne. Dog lykkes det 10.000 romere under ledelse Sempronius at fastholde formationen og kæmpede sig ud i sikkerhed ved Placentia.
Efter at have anerkendt karthagerne som den dominerende magt i det Cisalpine Gallien, strømmede galliske rekrutter til karthagerne, og Hannibals hær voksede til 60.000 mand. Det følgende forår rykkede karthagerne sydpå ind i det romersk Italien og vandt endnu en sejr i forbindelse med Slaget ved Trasimenosøen. I 216 f.Kr. marcherede Hannibal til det sydlige Italien og tilføjede romerne det katastrofale nederlag i forbindelse med Slaget ved Cannae. Disse tre slag (Trebia, Trasimenosøen og Cannae) beskriver moderne historikere som de tre store militære katastrofer, romerne led i krigens første tre år.